# Ватерлоо (Алабама)
Ватерлоо (англ. Waterloo) — місто (англ. town) в США, в окрузі Лодердейл штату Алабама. Населення — 178 осіб (2020).

## Географія
Ватерлоо розташоване за координатами 34°55′2″ пн. ш. 88°3′52″ зх. д. / 34.91722° пн. ш. 88.06444° зх. д. (34.917254, -88.064309).  За даними Бюро перепису населення США в 2010 році місто мало площу 2,08 км², з яких 1,94 км² — суходіл та 0,14 км² — водойми.

## Демографія
Згідно з переписом 2010 року, у місті мешкали 203 особи в 85 домогосподарствах у складі 53 родин. Густота населення становила 98 осіб/км².  Було 152 помешкання (73/км²).
Расовий склад населення:
| - 99,0 % — білих - 0,5 % — корінних американців - 0,5 % — чорних або афроамериканців |

До двох чи більше рас належало 0,0 %. Частка іспаномовних становила 0,0 % від усіх жителів.
За віковим діапазоном населення розподілялося таким чином: 17,2 % — особи молодші 18 років, 66,1 % — особи у віці 18—64 років, 16,7 % — особи у віці 65 років та старші. Медіана віку мешканця становила 43,9 року. На 100 осіб жіночої статі у місті припадало 91,5 чоловіків;  на 100 жінок у віці від 18 років та старших — 95,3 чоловіків також старших 18 років.
Середній дохід на одне домашнє господарство  становив 51 990 доларів США (медіана — 39 167), а середній дохід на одну сім'ю — 62 395 доларів (медіана — 40 625). За межею бідності перебувало 18,2 % осіб, у тому числі 51,7 % дітей у віці до 18 років та 10,3 % осіб у віці 65 років та старших.
Цивільне працевлаштоване населення становило 66 осіб. Основні галузі зайнятості: виробництво — 22,7 %, освіта, охорона здоров'я та соціальна допомога — 12,1 %, транспорт — 10,6 %, науковці, спеціалісти, менеджери — 10,6 %.